# Barada Akimi
Akimi Barada (茨田 陽生, sinh ngày 30 tháng 5 năm 1991) là một cầu thủ bóng đá người Nhật Bản. Hiện tại anh thi đấu cho Omiya Ardija.

## Thống kê sự nghiệp

### Câu lạc bộ
Tính đến  ngày 21 tháng 2 năm 2018 
| Câu lạc bộ     | Mùa giải | Giải vô địch | Giải vô địch | Cúp Hoàng đế Nhật Bản | Cúp Hoàng đế Nhật Bản | J. League Cup | J. League Cup | ACL     | ACL       | Khác1   | Khác1     | Tổng    | Tổng      |
| Câu lạc bộ     | Mùa giải | Số trận      | Bàn thắng    | Số trận               | Bàn thắng             | Số trận       | Bàn thắng     | Số trận | Bàn thắng | Số trận | Bàn thắng | Số trận | Bàn thắng |
| -------------- | -------- | ------------ | ------------ | --------------------- | --------------------- | ------------- | ------------- | ------- | --------- | ------- | --------- | ------- | --------- |
| Kashiwa Reysol | 2009     | 0            | 0            | 0                     | 0                     | 2             | 0             | -       | -         | -       | -         | 2       | 0         |
| Kashiwa Reysol | 2010     | 26           | 3            | 2                     | 1                     | -             | -             | -       | -         | -       | -         | 28      | 4         |
| Kashiwa Reysol | 2011     | 27           | 1            | 1                     | 0                     | 0             | 0             | -       | -         | 2       | 0         | 30      | 1         |
| Kashiwa Reysol | 2012     | 28           | 0            | 4                     | 0                     | 4             | 1             | 6       | 1         | 1       | 0         | 43      | 2         |
| Kashiwa Reysol | 2013     | 23           | 0            | 2                     | 0                     | 2             | 0             | 7       | 0         | 1       | 0         | 35      | 0         |
| Kashiwa Reysol | 2014     | 23           | 1            | 2                     | 0                     | 8             | 1             | -       | -         | 0       | 0         | 33      | 2         |
| Kashiwa Reysol | 2015     | 28           | 0            | 2                     | 0                     | 1             | 0             | 10      | 1         | -       | -         | 41      | 1         |
| Kashiwa Reysol | 2016     | 24           | 2            | 2                     | 0                     | 4             | 0             | -       | -         | -       | -         | 30      | 2         |
| Omiya Ardija   | 2017     | 30           | 1            | 1                     | 0                     | 2             | 0             | -       | -         | -       | -         | 33      | 1         |
| Tổng           | Tổng     | 209          | 8            | 16                    | 1                     | 23            | 2             | 23      | 2         | 4       | 0         | 275     | 13        |

1Bao gồm Giải bóng đá Cúp câu lạc bộ thế giới và Siêu cúp Nhật Bản.

### Quốc tế
Tính đến 10 tháng 8 năm 2011
| Đội tuyển quốc gia | Năm | Số trận | Bàn thắng |
| ------------------ | --- | ------- | --------- |
| U-18 Nhật Bản      |     |         |           |
| 2009               | 1   | 0       |           |
| Nhật Bản U22       |     |         |           |
| 2011               | 1   | 0       |           |

| Số lần ra sân và bàn thắng quốc tế | Số lần ra sân và bàn thắng quốc tế | Số lần ra sân và bàn thắng quốc tế                     | Số lần ra sân và bàn thắng quốc tế | Số lần ra sân và bàn thắng quốc tế | Số lần ra sân và bàn thắng quốc tế | Số lần ra sân và bàn thắng quốc tế                              |
| #                                  | Ngày                               | Địa điểm                                               | Đối thủ                            | Kết quả                            | Bàn thắng                          | Giải đấu                                                        |
| 2009                               | 2009                               | 2009                                                   | 2009                               | 2009                               | 2009                               | 2009                                                            |
| ---------------------------------- | ---------------------------------- | ------------------------------------------------------ | ---------------------------------- | ---------------------------------- | ---------------------------------- | --------------------------------------------------------------- |
|                                    | 14 November                        | Sân vận động Jalak Harupat Soreang, Bandung, Indonesia | Singapore U18                      | 2–0                                | 0                                  | Vòng loại Giải vô địch bóng đá U-19 châu Á 2010 / U-18 Nhật Bản |
| 2011                               |                                    |                                                        |                                    |                                    |                                    |                                                                 |
|                                    | 10 August                          | Sapporo Dome, Sapporo, Nhật Bản                        | Egypt U22                          | 2–1                                | 0                                  | Giao hữu / Nhật Bản U22                                         |

## Danh hiệu

### Câu lạc bộ
Kashiwa Reysol
- J. League Division 1: 2011
- J. League Division 2: 2010
- Cúp Hoàng đế Nhật Bản: 2012
- Siêu cúp Nhật Bản: 2012
- J. League Cup: 2013
- Giải bóng đá vô địch Suruga Bank: 2014